# گورستان قلعه یری ۱
گورستان قلعه یری ۱ مربوط به هزاره اول قبل از میلاد است و در شهرستان سرآب، بخش مرکزی، دهستان صائین، ۱/۵ کیلومتری جنوب روستای کلیان واقع شده و این اثر در تاریخ ۶ اسفند ۱۳۸۵ با شمارهٔ ثبت ۱۷۵۲۱ به‌عنوان یکی از آثار ملی ایران به ثبت رسیده است.